# Czartyzm

Zamieszki z udziałem czartystów

Czartyzm (ang. chartism, od charter – karta) – masowy i radykalny ruch polityczny w latach 1836-49 w Wielkiej Brytanii, który zmierzał do wprowadzenia demokratycznych zmian w systemie wyborczym oraz poprawy sytuacji finansowej robotników. 

## Historia
Pierwszy dokument czartystów to wydana w 1837 Karta praw ludu (The People's Charter, stąd nazwa ruchu) stworzona w Londyńskim Stowarzyszeniu Robotniczym, zapoczątkowanym przez londyńskiego rzemieślnika Williama Lovetta. Karta zawierała postulaty wyborcze: przeprowadzanie rokrocznie wyborów na podstawie powszechnego prawa wyborczego dla mężczyzn powyżej 21. roku życia, zniesienie cenzusu majątkowego dla kandydatów na posłów, tajność głosowania, przyznanie posłom diet i podział kraju na 200 równych okręgów wyborczych. Aby wywalczyć te postulaty, proponowano 2 drogi działania: pokojową oraz przy użyciu siły. Lovett należał do zwolenników pierwszej koncepcji, czyli "siły moralnej". Do zmian miało dojść na skutek petycji, wieców i demonstracji. Część Londyńskiego Towarzystwa Robotniczego opowiadała się za bardziej zdecydowanymi działaniami, w tym za walką zbrojną. Założono Londyńskie Towarzystwo Demokratyczne, którego głównym działaczem był George Julian Harney. Domagał się on, aby uzbrojeni robotnicy ruszyli na Londyn. Innym radykalnym działaczem czartyzmu był adwokat irlandzkiego pochodzenia Feargus Edward O’Connor. Działał jako publicysta, uczestniczył też w niezliczonych wiecach.

## Petycje do parlamentu
Petycję, pod którą podpisało się 1,2 mln osób, w maju 1839 przedstawiono parlamentowi, ten jednak w lipcu ją odrzucił. Mimo deklarowanego przez organizacje robotnicze zdecydowanego wystąpienia, oprócz nielicznych walk, nie zorganizowano zbrojnego powstania. Znaczna część działaczy trafiła do więzień lub została zesłana do kolonii karnych. W 1842 wystosowano kolejną petycję, zawierającą bardziej radykalne postulaty. Podpisało się pod nią 3,3 mln osób. Parlament ponownie odrzucił proponowane zmiany, na co robotnicy zareagowali strajkiem. Ze względu na brak jednolitego kierownictwa strajki szybko wygasły.

## Osiągnięcia czartyzmu
Choć petycje nie przyniosły zamierzonego rezultatu, to jednak niemal do końca lat 40. XIX w. czartyzm nadal działał i wywierał wpływ na społeczeństwo, w tym sfery rządzące. Doprowadziło to rząd do licznych posunięć łagodzących napięcia społeczne. Skrócono dzień pracy w przemyśle do 10,5 godziny (1847 rok), zabroniono kobietom i dzieciom do lat 10 pracować w kopalniach, później skrócono również dzień pracy dzieci nieco starszych. Złagodzono przepisy dotyczące ubogich. Wycofano się też z ograniczeń handlowych i ceł zaporowych na zboże, co przyczyniło się do spadku cen żywności.